# 平皮雷夫冰川

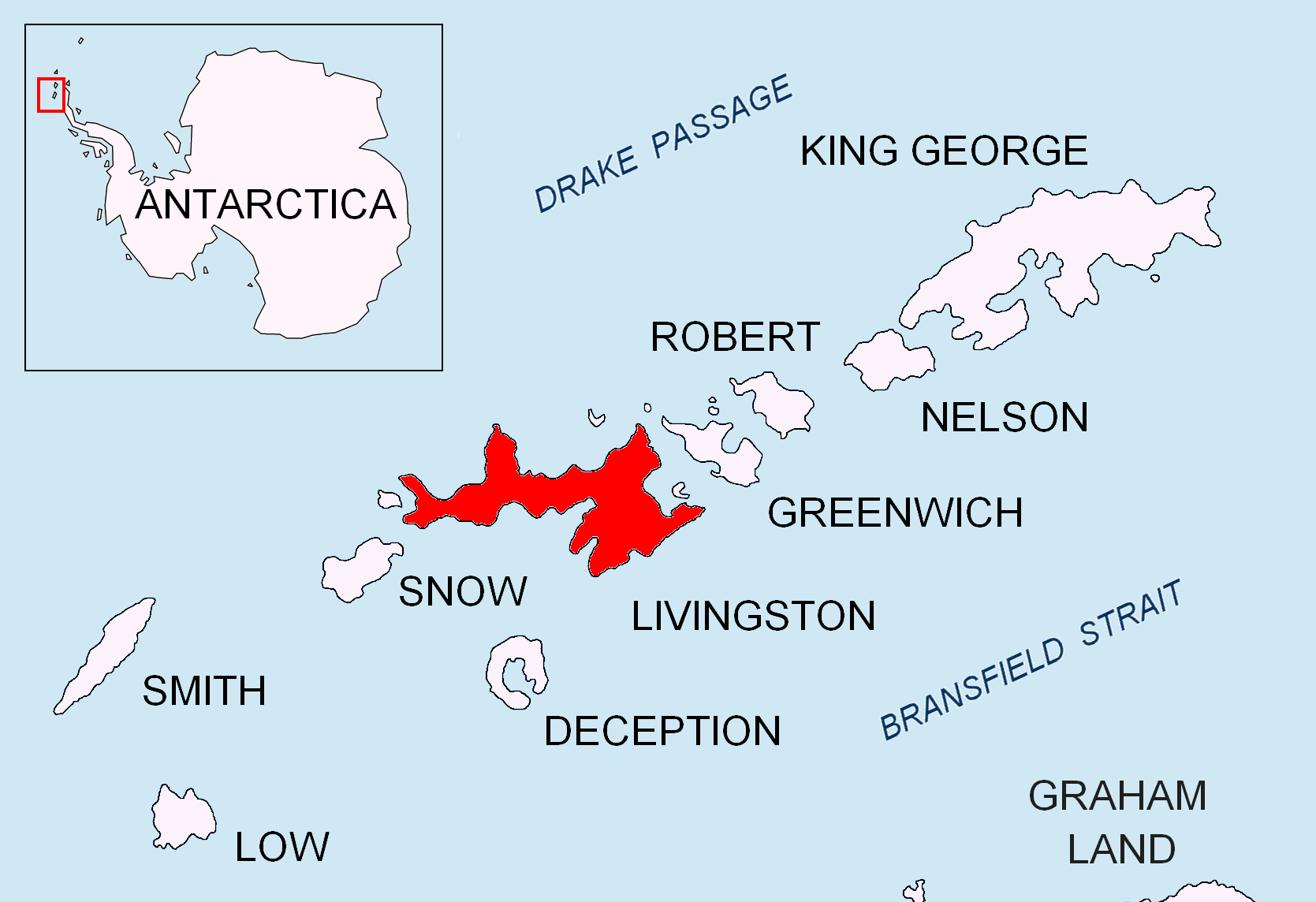

平皮雷夫冰川是南極洲的冰川，位於南設得蘭群島的利文斯頓島，處於佩魯尼卡冰川以西和登薩冰川以南，長5.5公里、寬1.8公里，以保加利亞探險隊的地質學家命名。
62°36′25″S 60°25′00″W / 62.60694°S 60.41667°W

## 外部連結
- Bulgarian Antarctic Gazetteer. （页面存档备份，存于） Antarctic Place-names Commission. (details in Bulgarian, basic data （页面存档备份，存于） in English)